# 伊甸少年
《伊甸少年》是天王寺狐創作的日本漫畫作品，在日本連載長達16年，單行本共20冊，臺灣中文版只發售到15冊。1999年播放電視動畫版。

## 登場人物

### 殺神者
殺神者必須同時具有殺神者與神族的血脈，才能成為殺神者。殺神者基本上不會受到神的力量所傷害，以及不會受到神的言語所迷惑。所以神族要對付殺神者，大多透過人類的力量。
約恩（Jorrne）
男主角，幼年時因為是殺神者的身分，所以被扔出天上都市。掉落地面後，被拍賣。
史派克
依佛拉（Ifo-La）

### 神族
神官的力量對神族無效化。神族來自另一個世界。
主神
又稱「偉大的父」，初登場時為鯨魚的形狀
律神
女主角，掌管因果律。愛里希絲（Elisiss）、希妲（Sieda）、蒂拉，有三種樣貌。
艾娜妃亞（Enefeaa）
戰神，艾里希絲的姐姐，人類的守護者。初登場時因被詛咒，而是豹的樣子。特技：念話、等離子球
莉莉絲
愛里希絲與艾娜妃亞的妹妹。
巴流他
戰神
黛尼爾莫

### 人類
維托（Wietoo）
天上都市「優爾喀」的首席人形師
菲妮斯（Fennis）
帕蕾拉（Palella）

## 出版書籍
| 卷數 | 角川書店       | 角川書店               | 台灣東販       | 台灣東販           |
| 卷數 | 發售日期       | ISBN                   | 發售日期       | ISBN               |
| ---- | -------------- | ---------------------- | -------------- | ------------------ |
| 1    | 1995年3月28日  | ISBN 4-04-713107-5     | 1997年9月26日  | ISBN 957-643-573-0 |
| 2    | 1996年2月27日  | ISBN 4-04-713133-4     | 1997年11月24日 | ISBN 957-643-604-4 |
| 3    | 1997年1月16日  | ISBN 4-04-713170-9     | 1998年1月3日   | ISBN 957-643-647-8 |
| 4    | 1998年1月7日   | ISBN 4-04-713205-5     | 1998年3月4日   | ISBN 957-643-678-8 |
| 5    | 1999年1月6日   | ISBN 4-04-713264-0     | 1999年3月2日   | ISBN 957-643-875-6 |
| 6    | 1999年4月30日  | ISBN 4-04-713276-4     | 1999年8月13日  | ISBN 957-643-935-3 |
| 7    | 2000年1月27日  | ISBN 4-04-713323-X     | 2000年4月27日  | ISBN 957-473-018-2 |
| 8    | 2000年9月25日  | ISBN 4-04-713363-9     | 2000年11月30日 | ISBN 957-473-105-7 |
| 9    | 2001年6月27日  | ISBN 4-04-713438-4     | 2001年9月29日  | ISBN 957-473-218-5 |
| 10   | 2002年3月8日   | ISBN 4-04-713480-5     | 2002年7月29日  | ISBN 957-473-367-X |
| 11   | 2002年9月24日  | ISBN 4-04-713508-9     | 2003年1月8日   | ISBN 957-473-406-4 |
| 12   | 2003年7月1日   | ISBN 4-04-713556-9     | 2003年9月27日  | ISBN 957-473-527-3 |
| 13   | 2004年8月1日   | ISBN 4-04-713638-7     | 2004年9月30日  | ISBN 957-473-756-X |
| 14   | 2005年3月26日  | ISBN 4-04-713702-2     | 2005年9月28日  | ISBN 957-473-883-3 |
| 15   | 2006年1月26日  | ISBN 4-04-713789-8     | 2007年2月17日  | ISBN 986-176-278-7 |
| 16   | 2006年11月25日 | ISBN 4-04-713877-0     | 停止出版       | 停止出版           |
| 17   | 2007年11月26日 | ISBN 978-4-04-713992-3 | 停止出版       | 停止出版           |
| 18   | 2008年12月26日 | ISBN 978-4-04-715147-5 | 停止出版       | 停止出版           |
| 19   | 2009年10月26日 | ISBN 978-4-04-715308-0 | 停止出版       | 停止出版           |
| 20   | 2009年11月26日 | ISBN 978-4-04-715322-6 | 停止出版       | 停止出版           |

## 廣播劇
1998年12月到1999年3月期間，於《KADOKAWA電波Magazine The Hekirijon》（JFN系36局網、星期四 25時10分 - 26時00分）內進行放送。全14話。之後將其CD化（詳細資訊請參照「相關商品」）。

## 電視動畫

### 製作團隊
- 原作 - 天王寺きつね
- 監督 - 須永司
- 系列構成 - 十川誠志
- 人物設計 - 数井浩子
- 美術設計、配置監修 - 山形厚史
- 美術監督 - 阿久津美千代
- 色彩設計 - 寺田たけし
- 攝影監督 - 渡邊英俊
- 音樂 - 外山和彦
- 音響監督 - 亀山俊樹
- 編輯 - 森田清次
- 協力 - 角川書店、萬代影視、丸紅、Sony PCL
- 動畫製作 - STUDIO DEEN
- 動畫製作人 - 長谷川洋
- 製作人 - 小林教子（東京電視台）、橫山真二郎（創通映像）
- 製作 - 東京電視台、創通映像

### 主題曲
片頭曲
「Everlasting Train -終わりなき旅人-」（1話 - 15話）
作詞 - 椎名へきる / 作曲・編曲 - PIPELINE PROJECT / 歌 - 椎名へきる
「-赤い華- You're gonna change to the flower」（16話 - 25話）
作詞 - 椎名へきる / 作曲・編曲 - PIPELINE PROJECT / 歌 - 椎名へきる
片尾曲
「Save my heart」（1話 - 15話）
作詞 - 佐藤康恵 / 作曲・編曲 - Douglas Car / 歌 - 佐藤康恵
「クロール」（16話 - 26話）
作詞 - 清水和彦、角森隆浩 / 作曲 - 清水和彦 / 編曲 - 岩田雅之 / 歌 - The Water Of Life

### 各話列表
| 話數 | 播放日期      | 日文標題 | 中文標題                 | 腳本     | 分鏡            | 演出     | 作畫監督 |
| ---- | ------------- | -------- | ------------------------ | -------- | --------------- | -------- | -------- |
| 1    | 1999年 4月6日 |          | 天使下凡                 | 十川誠志 | 須永司          | 佐藤照雄 | 数井浩子 |
| 2    | 4月13日       |          | 高加索的白花             | 十川誠志 | 須永司          | 鈴木芳成 | 津幡佳明 |
| 3    | 4月20日       |          | 人偶師                   | 十川誠志 | 吉永尚之        | 吉田俊司 | 波風立流 |
| 4    | 4月27日       |          | 白色惡魔                 | 田中哲生 | 寺東克巳        | 菱川直樹 | 門智昭   |
| 5    | 5月4日        |          | 依魯諾海的夜與霧         | 十川誠志 | 須永司          | 佐藤照雄 | 数井浩子 |
| 6    | 5月11日       |          | 眼下之敵                 | 十川誠志 | 別所誠人        | 鈴木芳成 | 津幡佳明 |
| 7    | 5月18日       |          | 人偶之家                 | 十川誠志 | 寺東克巳        | 吉田俊司 | 波風立流 |
| 8    | 5月25日       |          | 再見了，艾莉西絲         | 十川誠志 | 須永司          | 菱川直樹 | 門智昭   |
| 9    | 6月1日        |          | 散落的海雅羅             | 十川誠志 | 吉永尚之        | 佐藤照雄 | 数井浩子 |
| 10   | 6月8日        |          | 再見了，青春之光         | 田中哲生 | 須永司          | 鈴木芳成 | 外崎春雄 |
| 11   | 6月15日       |          | 路比德                   | 十川誠志 | 寺東克巳        | 吉田俊司 | 津幡佳明 |
| 12   | 6月22日       |          | 門的後方                 | 十川誠志 | 吉永尚之        | 菱川直樹 | 波風立流 |
| 13   | 6月29日       |          | 天使的決斷               | 十川誠志 | 須永司          | 佐藤照雄 | 門智昭   |
| 14   | 7月6日        |          | 追跡                     | 田中哲生 | 寺東克巳        | 鈴木芳成 | 数井浩子 |
| 15   | 7月13日       |          | 花之都查那卡魯           | 十川誠志 | 吉永尚之        | 吉田俊司 | 外崎春雄 |
| 16   | 7月20日       |          | 黑羽毛的回憶             | 十川誠志 | 須永司          | 菱川直樹 | 波風立流 |
| 17   | 7月27日       |          | 巴列拉                   | 十川誠志 | 菱川直樹        | 佐藤照雄 | 津幡佳明 |
| 18   | 8月3日        |          | 甜蜜疼痛                 | 十川誠志 | 寺東克巳        | 鈴木芳成 | 門智昭   |
| 19   | 8月10日       |          | 依魯諾海的魔導士         | 田中哲生 | 須永司          | 吉田俊司 | 数井浩子 |
| 20   | 8月17日       |          | 懸崖邊緣                 | 十川誠志 | 菱川直樹        | 菱川直樹 | 外崎春雄 |
| 21   | 8月24日       |          | 很高興認識你             | 十川誠志 | 寺東克巳        | 清水明   | 波風立流 |
| 22   | 8月31日       |          | 兩隻蠍子                 | 十川誠志 | 須永司          | 佐藤照雄 | 津幡佳明 |
| 23   | 9月7日        |          | 破滅的腳步聲             | 十川誠志 | 寺東克巳        | 吉田俊司 | 門智昭   |
| 24   | 9月14日       |          | 死者之街                 | 十川誠志 | 菱川直樹        | 菱川直樹 | 外崎春雄 |
| 25   | 9月21日       |          | 聖地的末日               | 十川誠志 | 須永司          | 鈴木芳成 | 波風立流 |
| 26   | 9月28日       |          | 大地少年 （EDEN's BOwY） | 十川誠志 | 佐藤照雄 須永司 | 佐藤照雄 | 数井浩子 |

### 播放電視台
| 播放地區       | 播放電視台   | 播放日期               | 播放時間                   |
| -------------- | ------------ | ---------------------- | -------------------------- |
| 關東廣域圈     | 東京電視台   | 1999年4月6日 - 9月28日 | 星期二 18時00分 - 18時30分 |
| 北海道         | TV北海道     | 1999年4月6日 - 9月28日 | 星期二 18時00分 - 18時30分 |
| 愛知縣         | 愛知電視台   | 1999年4月6日 - 9月28日 | 星期二 18時00分 - 18時30分 |
| 大阪府         | 大阪電視台   | 1999年4月6日 - 9月28日 | 星期二 18時00分 - 18時30分 |
| 岡山縣、香川縣 | 瀨戶內電視台 | 1999年4月6日 - 9月28日 | 星期二 18時00分 - 18時30分 |
| 福岡縣         | TVQ九州放送  | 1999年4月6日 - 9月28日 | 星期二 18時00分 - 18時30分 |
| 日本全域       | AT-X         |                        |                            |

## 相關商品
DVD、LD、VHS
發售商為角川書店・Bandai Visual、販售商為Bandai Visual。
| 卷數      | 發售日期       | 收錄話數    | 規格編號  | 規格編號  | 規格編號 |
| 卷數      | 發售日期       | 收錄話數    | DVD       | LD        | VHS      |
| --------- | -------------- | ----------- | --------- | --------- | -------- |
| episode 1 | 1999年7月25日  | 第1、2話    | BCBA-0222 | BELL-1429 | BES-2374 |
| episode 2 | 1999年9月25日  | 第3 - 5話   | BCBA-0223 | BELL-1430 | BES-2375 |
| episode 3 | 1999年10月25日 | 第6 - 8話   | BCBA-0224 | BELL-1431 | BES-2376 |
| episode 4 | 1999年11月25日 | 第9 - 11話  | BCBA-0225 | BELL-1432 | BES-2377 |
| episode 5 | 1999年12月18日 | 第12 - 14話 | BCBA-0226 | BELL-1433 | BES-2378 |
| episode 6 | 2000年1月25日  | 第15 - 17話 | BCBA-0227 | BELL-1434 | BES-2379 |
| episode 7 | 2000年2月25日  | 第18 - 20話 | BCBA-0228 | BELL-1435 | BES-2380 |
| episode 8 | 2000年3月25日  | 第21 - 23話 | BCBA-0229 | BELL-1436 | BES-2381 |
| episode 9 | 2000年4月25日  | 第24 - 26話 | BCBA-0230 | BELL-1437 | BES-2382 |
作品導讀
エデンズボゥイ キャラクターズSPECIAL
發售日期：1999年7月 / 發行：角川書店（New type Film Book EX） ISBN 4-04-853095-X
收錄電視動畫版的人物導讀、故事文摘；漫畫版的世界導讀。

廣播劇CD
エデンズボゥイ Vol.1 [ドラマCD]
發售日期：1999年2月27日 / 發行：索尼音樂娛樂（現改名：Sony Music Records） / 編號：SRCL-4466
ラジオ番組『KADOKAWA電波マガジン ザ･ヘキリジョン』（JFN系）で放送されたラジオドラマをCD化。
收錄第1 - 7話。
エデンズボゥイ Vol.2 [ドラマCD]
發售日期：1999年3月20日 / 索尼音樂娛樂 / 編號：SRCL-4480
收錄第8 - 14話。

CD
エデンズボゥイ オリジナル・サウンドトラック Vol.1
發售日期：1999年6月2日 / 發行：索尼音樂娛樂 / 品番：SRCL-4527
エデンズボゥイ オリジナル・サウンドトラック Vol.2
發售日期：1999年8月21日 / 索尼音樂娛樂 / 編號：SRCL-4599
Everlasting Train -終わりなき旅人-
發售日期：1999年4月29日 / 索尼音樂娛樂 / 編號：SRDL-4621
前期片頭曲。歌：椎名へきる。
Save my heart
發售日期：1999年5月21日 / 索尼音樂娛樂（現改名：Sony Music Associated Records） / 編號：AIDT-5041
前期片尾曲。歌：佐藤康恵。
クロール
發售日期：1999年7月1日 / 索尼音樂娛樂 / 編號：SRDL-4638
後期片尾曲。歌：The Water Of Life。
-赤い華- You're gonna change to the flower
發售日期：1999年8月4日 / 索尼音樂娛樂 / 編號：SRDL-4646
後期片頭曲。歌：椎名へきる。

CD-ROM
エデンズボゥイ エリシスの詰合せ
發售日期：2000年5月26日 / 發售：國王唱片 / 編號：KIRZ-30
Windows 95/98/2000用デスクトップアクセサリー集。設定資料（約100點）、天王寺きつね描き下ろしイラスト、背景付きセル画像（約250点）、Elisys · Cedar · Terraのボイス集などを収録。

小説
エデンズボゥイ [小説]
著者：青木智彦、插畫：數井浩子 / 發行：角川書店（角川Sneaker文庫）
電視動畫的後日談。描繪的為最終話經過約1年後的世界。
1. 女神覚醒 發售日期：1999年10月 ISBN 4-04-422801-9
2. 神狩り消滅 發售日期：1999年10月 ISBN 4-04-422802-7

## 外部連結
- 創通サイト内アニメ紹介ページ（日語）
- 伊甸少年 （页面存档备份，存于） - 巴哈姆特ACG資料庫（繁體中文）